# Burg Lingen
Die Burg Lingen ist eine abgegangene mittelalterliche Burg der Grafschaft Tecklenburg in Lingen (Ems) im niedersächsischen Landkreis Emsland.

## Geschichte
Die Burg Lingen ist aus einem Herrenhof der Grafen von Tecklenburg hervorgegangen, der erstmals 1227 erwähnt wird und eventuell schon befestigt war. Ein Ausbau zur Burg hat spätestens zu Beginn des 14. Jahrhunderts stattgefunden, denn für 1327 werden in Lingen Burgmänner erwähnt. Die Burg diente in erster Linie zur Verteidigung des dortigen Tecklenburger Besitzes gegen die Bistümer Münster und Osnabrück. 1402 überschrieb Graf Nikolaus II. die Burg seiner Frau Elisabeth, was wohl mit einem Ausbau zur zeitweiligen Residenz einherging. Permanent als Residenz fungierte Lingen wohl nur zwischen 1498 und 1541, als die Grafschaft Lingen von der Grafschaft Tecklenburg aufgrund von Familienstreitigkeiten abgeteilt war. 1518 nahm der Münsteraner Bischof Erich II. von Sachsen-Lauenburg die Burg durch Überrumpelung während eines Gottesdienstes ein. Auf Drängen des Domkapitels musste er die Burg aber wieder den Tecklenburgern zurückgeben. 1526 wurde die Grafschaft Lingen lehnsabhängig vom Herzogtum Geldern. 1548 belehnte Kaiser Karl V. als Rechtsnachfolger des Herzogtums Geldern Graf Maximilian von Büren mit der Grafschaft, kaufte diese aber drei Jahre nach dessen Tod von dessen Tochter zurück. Als Besitz der spanischen Könige war Lingen beteiligt am spanisch-niederländischen Krieg und dabei zwischen 1597 und 1605 durch Moritz von Oranien besetzt. 1605 eroberten die Spanier Lingen zurück, 1632 gingen Grafschaft samt Festung aber wieder an das Haus Oranien-Nassau. 1607 brach auf der Burg Feuer aus, der Pulverturm wurde ganz und andere Gebäude teilweise zerstört. Die Schäden wurden aber wieder repariert. In den Jahren nach 1632 wurden auf Veranlassung der Bürger aufgrund der hohen Unterhaltskosten und der Anziehungskraft auf feindliche Heere Burg und Festung niedergelegt. Die Arbeit wurde 1636 nur kurzzeitig unterbrochen, als in Erwartung eines kaiserlichen Angriffs einige Befestigungsabschnitte vorübergehend wieder instand gesetzt wurden.

## Baugeschichte
Als erste Phase der Burg wird eine Motte mit Vorburg angesehen, für die es aber keine Belege gibt. Zu Beginn des 15. Jahrhunderts dürfte ein Ausbau zur Residenz stattgefunden haben. Im Jahr 1435 wird eine Burgkapelle erwähnt, die nach 1542 zur Vergrößerung des Marktplatzes abgebrochen wurde. 1541 wurden die Befestigungsanlagen ausgebaut und die umgebenden Burgmannshöfe niedergelegt, um das Schussfeld zu verbessern. In den Folgejahren wird die Festung durch die unterschiedlichen Eigentümer jeweils weiter ausgebaut, bis sie 1632/33 geschleift wurde. 1960 wurde der Pulverturm durch eine örtliche Bürgervereinigung auf den Fundamenten des alten Kellers zwei Stockwerke hoch wiederaufgebaut.

## Beschreibung
Über die Gestalt der mittelalterlichen Burg existieren keine Aufschlüsse archäologischer oder historischer Art, angenommen wird die Existenz einer Motte samt Vorburg. Anhand des Urkatasters wird eine Größe samt Vorburg von ca. 150 × 110 m erschlossen. Der Straßenname "An dem Wall" ist der einzige Überrest der einstigen Befestigung. Erst über die neuzeitliche Festung gibt es schriftliche wie bildliche Quellen. Auskunft über die Innenbebauung gibt aber allein ein Stich von Merian, der aber erst 1647 und damit nach der Schleifung der Festung 1632 entstanden ist. Wie zuverlässig damit die Darstellung eines Wohnturms mit Staffelgiebel und Dachreiter ist, an den sich ein Palas anschließt, sei dahingestellt. Zu sehen sind ebenfalls ein kleineres Gebäude, die durch ein Kreuz auf einem Pyramidendach erkennbare Burgkapelle und zwei kegelstumpfförmige Geschütztürme. 1597 muss die Festung laut einer Beschreibung und einer Karte vier starke Rondelle besessen haben und war durch eine Brücke über einen Wassergraben mit der Stadt verbunden. Eine Belagerungsdarstellung zeigt neben einem Festen Haus in der Mitte die Burgkapelle im Norden. 1605 besaß die Burgbefestigung laut eines Belagerungsplans zwei dreieckige Bastionen zur Feldseite hin, welche die dortigen Rondelle ersetzt hatten. Das Feste Haus ist nicht mehr vorhanden, stattdessen stehen an seinem Platz zahlreiche kleinere Gebäude. Auf einem Plan der Festung, der ihren Ausbau nach 1605 zeigt, sind die stadtseitigen Rondelle verschwunden und die feldseitigen Bastionen stark vergrößert worden.